# 스톰테크
주식회사 스톰테크는 서울특별시 강서구에 본사를 둔 정수기 부품 제조 기업이다.

## 논란
청호나이스의 정수기 소재부품 전문 계열사인 엠씨엠은 스톰테크가 제기했던 정수기용 필터접속구조에 대한 특허기술(실용 제20-0469264 정수필터의 연결호스 접속구조)에 대한 무효심판과 소극적 권리범위확인심판에서 모두 승소했다.

### 내용주
1. ↑  iM증권을 주관사로 코스닥 시장에 상장